# La Madone aux fuseaux
La Madone aux fuseaux, La Madone au fuseau, La Vierge au fuseau ou encore La Vierge au dévidoir, est le titre porté par deux tableaux peints par Léonard de Vinci et son atelier vers 1501.
Le premier tableau dit Madone Lansdowne (appartenant aujourd'hui à un collectionneur privé américain anonyme) est une commande de Florimond Robertet. Il est probable que le commanditaire du second tableau dit Madone Buccleuch (conservé désormais au château de Drumlanrig, en Écosse), réalisé peu de temps après la première œuvre, soit le roi de France Louis XII.
Il existe également quarante-cinq copies peintes et quatre dessinées, datant des XVIe et XVIIe siècles, la plupart réalisées par les leonardeschi : notamment celle du Louvre, celle du musée des Beaux-Arts de Dijon, de la collection Locker-Lampson (Londres), ou du prince Rupprecht de Bavière.

## Historique

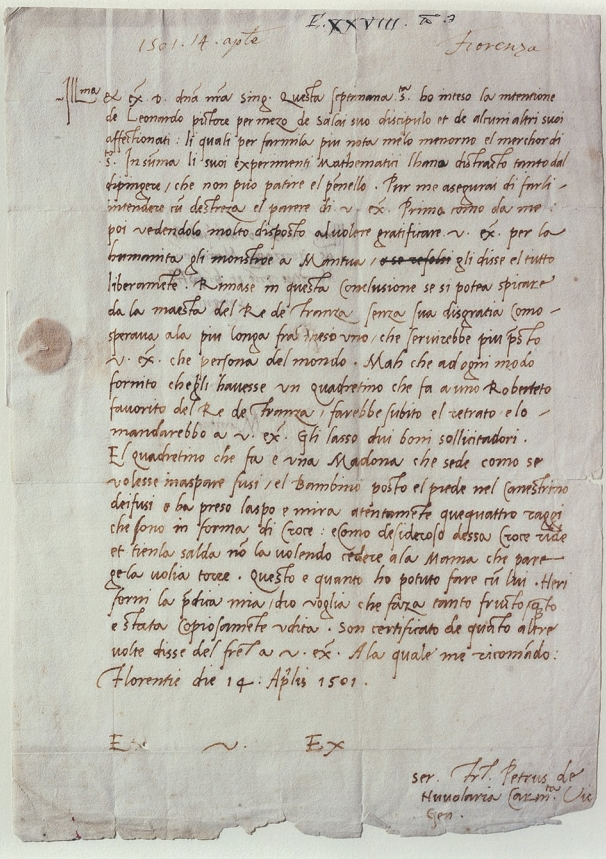
Lettre de Fra Pietro da Novellara à Isabelle d'Este, le 14 avril 1501 (collection privée).

Dans une lettre à la duchesse de Mantoue Isabelle d'Este, datée du 14 avril 1501, Fra Pietro da Novellara, vicaire général des Carmélites, rapporte que Léonard de Vinci est en train de peindre un tableau pour Florimond Robertet, secrétaire et favori du roi de France, Louis XII. Il s'agit d'« une Vierge assise, comme sur le point de dévider un fuseau tandis que l'Enfant pose le pied sur une corbeille de fuseaux et regarde attentivement les quatre branches du dévidoir en forme de croix »,. Le tableau décrit dans cette lettre serait donc la version originale de la Madone aux fuseaux, de la main même de Léonard. Même si aucune corbeille n'est visible dans les différentes versions peintes, elle apparaît vaguement ébauchée dans la sous-couche préparatoire de la version dite de la Madone Lansdowne.
Florimond Robertet aurait reçu sa Madone fin 1506 ou début 1507 (Madone Lansdowne). En effet, une lettre de l'ambassadeur de Florence auprès de la cour de France, Francesco Pandolfini, datée du 12 janvier 1507 et adressée au seigneur florentin, fait état de l'arrivée dans le royaume de France d'un « petit tableau de sa main [Léonard de Vinci] [...] de Notre-Dame » (Madone Lansdowne). Cette même lettre fait part du désir du roi de France de commander des « petits tableaux de Notre-Dame » (future Madone Buccleuch), après avoir vu la Madone en possession de Florimond Robertet : « Et tout cela est né d'un petit tableau de sa main [Madone Lansdowne] qui fut dernièrement conduit par ici, lequel a été tenu pour chose excellente,. »
On perd ensuite la trace des deux Madone pendant plusieurs siècles, si bien que l'inventaire des biens de Florimond Robertet dressé en 1532 ne mentionne pas le tableau qu'il avait pourtant reçu. De la même manière, l'existence d'une Madone aux fuseaux n'est pas attestée dans la collection royale française.
Il faut attendre les années 1870-1890 pour que les deux œuvres soient révélées au grand public et aux historiens de l'art londoniens. Parmi les nombreuses copies, ces deux exemplaires ont été mis en avant pour leur plus grande qualité d'exécution. En 1898, une exposition des maîtres lombards, organisée à Londres par le Burlington Fine Arts Club, confronte les deux tableaux pour la première fois. À partir de là, une longue controverse naît parmi les spécialistes pour établir leur relation et leur paternité.
Les deux tableaux sont réunis pour la seconde fois lors de l'exposition « Léonard de Vinci » au musée du Louvre (24 octobre 2019 - 24 février 2020),.

## Analyse

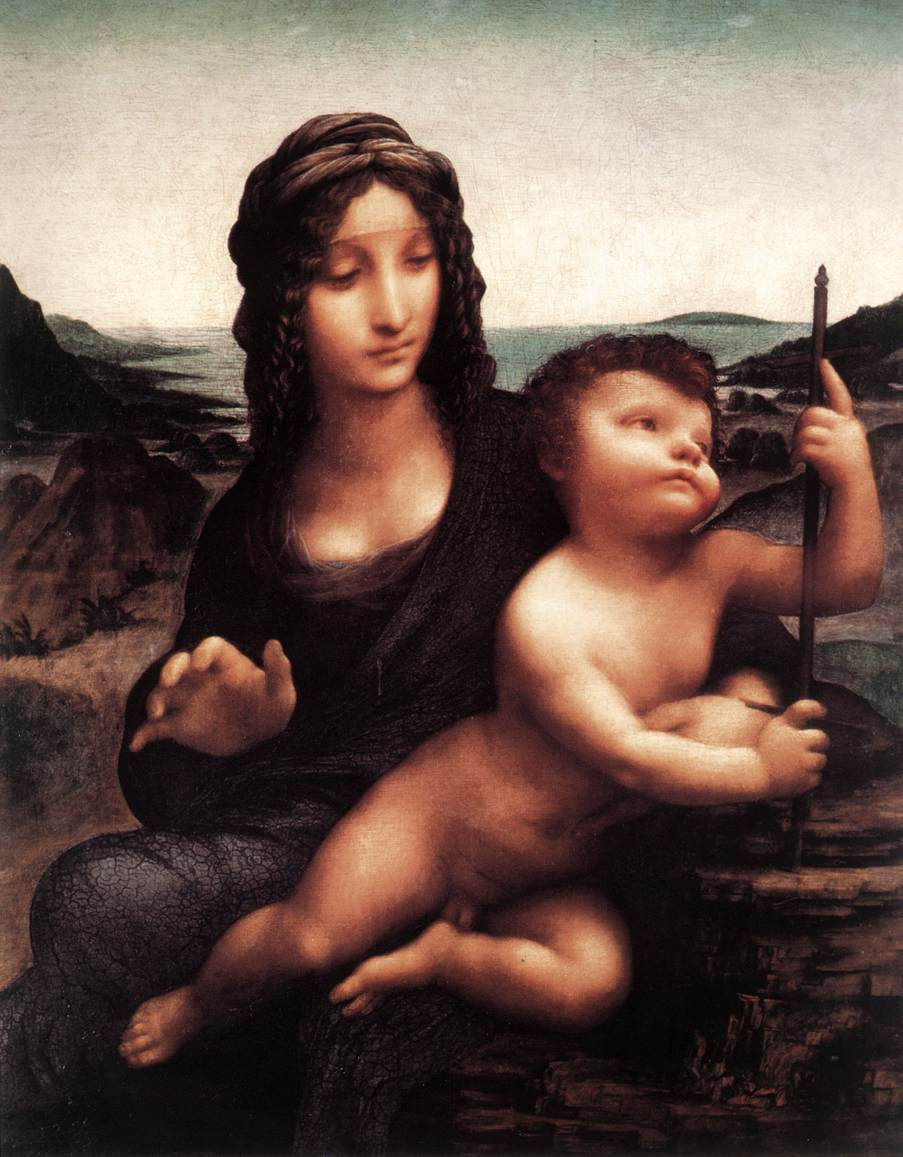
Version dite Madone Buccleuch peinte par Léonard de Vinci et son atelier (vers 1501). Huile sur bois,. Commanditaire : probablement Louis XII. Lieu de conservation : château de Drumlanrig (Écosse).

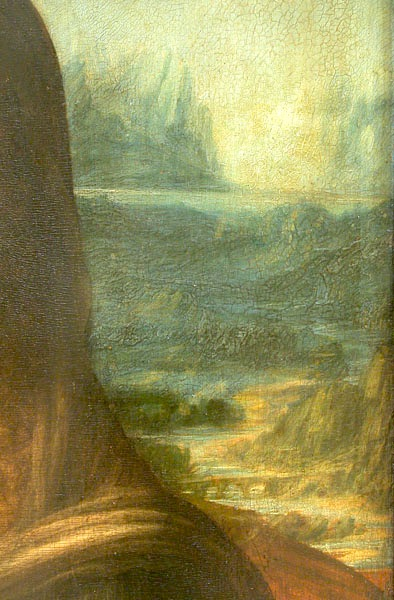
Partie droite du paysage de La Joconde.

Les deux tableaux originaux sont :
- La version dite Madone Lansdowne (collection particulière). On en trouve la trace pour la première fois en 1809 lorsque Henri Petty-Fitzmaurice, troisième duc de Landsdowne, en fait l'acquisition. Au cours des travaux de restauration effectués vers 1911, la peinture a été transférée sur une toile et plusieurs modifications ont été apportées, notamment le retrait d'un pagne recouvrant les organes génitaux de l'Enfant et les doigts de la main gauche de la Vierge (dans la version Buccleuch, les doigts de la Vierge sont toujours posés sur les côtes de l'Enfant)[14]. Le tableau a de nouveau été restauré à partir de 2016, à Paris, par Cinzia Pasquali[15], avant d'être exposé au musée du Louvre, dans le cadre du cinq-centième anniversaire de la mort du peintre (2019-2020).
- La version dite Madone Buccleuch, de la collection du duc de Buccleuch, conservée au château de Drumlanrig, en Écosse. Volée en 2003, elle a été retrouvée en 2007[16].

Les deux tableaux originaux présentent des caractères similaires. Les dimensions des panneaux de bois sont presque équivalentes. Entre les deux versions, les personnages, leur posture, leurs expressions, leurs gestes et les drapés sont quasi identiques. Toutefois, les paysages diffèrent. En effet, l'arrière-plan côtier de la version Madone Buccleuch aurait été repeint bien après la création du maître ou serait l'œuvre d'un de ses élèves, tel que Francesco Melzi. Il ne ressemble pas aux décors naturels habituels chez de Vinci.
L'arrière-plan de la version Madone Lasdowne n'est pas sans rappeler le paysage de La Joconde peinte quelques années après. On retrouve dans La Joconde, comme dans la Madone Lansdowne, un pont médiéval à arches et une route sinueuse qui part en direction d'une chaîne de montagnes rocheuses aux horizons lointains et brumeux. Mais ces éléments qui sont dans la partie gauche de la Madone Lansdowne, basculent à droite dans le tableau de La Joconde.
Léonard utilise pour sa Madone Lansdowne une technique qu'on retrouve dans la Sainte Anne et La Joconde : la perspective atmosphérique dans les tons bleutés pour donner plus de profondeur au paysage.
Le sfumato, dont l'usage a été théorisé par Léonard de Vinci, se retrouve encore dans le contour imprécis et vaporeux du visage des personnages. Les transitions sont imperceptibles entre les clairs et les sombres.

### Attribution à Léonard de Vinci
Avant la restauration et l'exposition au Louvre de la version dite Madone Lansdowne, on croyait que le tableau original avait été perdu et qu'il s'agissait en réalité d'une copie. D'après Vincent Delieuvin, co-commissaire de l'exposition « Léonard de Vinci » (2019-2020) et conservateur en chef du Patrimoine au département des Peintures du musée du Louvre, la paternité de Léonard de Vinci est très vraisemblable : « Tous les experts ne se sont pas encore exprimés à ce sujet, mais il y a beaucoup d'indices concordants qui tendent à prouver que de Vinci serait bien intervenu sur les deux œuvres ». La restauration réalisée par Cinzia Pasquali révèle dans ce tableau une « technique d’exécution comparable à celle de Léonard ».
La manière de peindre avec des glacis, par des couches successives de peinture à l'huile très fines, est typique de Léonard de Vinci. La réflectographie infrarouge révèle de nombreux repentirs et des esquisses abandonnées ; cette hésitation et l'évolution de la composition sont emblématiques de Léonard de Vinci qui peignait lentement et améliorait ses œuvres pendant plusieurs années. Enfin, pour la Madone Lansdowne, l'utilisation de lapis-lazuli, ce pigment bleu très cher, démontre qu'un grand artiste supervisait le tableau. En revanche, c'est plutôt de l'azurite qui a été utilisée pour la robe de la Vierge dans la Madone Buccleuch.
Les cheveux bouclés très travaillés de Marie et de l'Enfant, ainsi que les drapés minutieux de la Vierge rappellent l'intervention de la main du maître florentin,.

### Dessins préparatoires
Au moins deux esquisses attestées de la main de Léonard de Vinci corroborent la thèse selon laquelle il travaillera ensuite sur les deux tableaux. Les dessins préparatoires sont cadrés uniquement sur le buste de la Vierge.
La Royal Collection de la famille royale britannique conserve un dessin (sur une feuille de 22,1 × 15,9 cm) de Léonard intitulé « Le Buste de la Madone », extrait du Codex Windsor et daté vers 1500, soit un an avant les premiers coups de pinceaux de La Madone aux fuseaux. Cette étude préalable montre un buste d'une femme pivotant dont les lignes tracées préfigurent les deux tableaux. La tête est indiquée en contour, le reste modelé à la craie rouge. La tête penche légèrement et regarde vers sa gauche. Le dessin est exécuté selon la technique reconnaissable de Léonard : la craie rouge sur du papier recouvert d'une délicate préparation rouge pâle, elle-même probablement composée de craie rouge broyée. On peut simplement discerner les traits du visage de la Madone, soulignés par une pointe métallique.
En revanche, ce dessin préparatoire s'éloigne de la peinture finale pour la pose de la Vierge et la draperie. En outre, la ligne du dos est particulièrement mal définie. Les quelques traits plus grossiers montrent ici une hésitation de l'artiste. De toute façon, le dos de la Vierge n'apparaîtra pas dans La Madone aux fuseaux puisque l'Enfant posé sur sa mère masque cette partie du corps,.
Bien que son authenticité soit plus discutée par les historiens de l'art, la seconde étude dessinée connue (conservée aux Gallerie dell'Accademia de Venise) est une sanguine d'un buste dont le visage de la Vierge est mieux détaillé que le dessin de la Royal Collection et qui ressemble plus aux peintures finales. L'expression attristée du visage est assez similaire aux représentations picturales. Dans la partie gauche de la feuille, Léonard a ébauché quatre autres petits bustes dont l'un d'eux présente la main droite de la Vierge, paume ouverte, en suspension, comme sur les futurs tableaux. On présume que l'artiste a tenté plusieurs possibilités de rendu et qu'il a pu hésiter entre diverses postures et directions du regard. En effet, chaque petite figure varie dans son attitude (tête penchée, de profil, de face, etc.).
| |
| Le Buste de la Madone, dessin préparatoire de Léonard de Vinci (Royal Collection Trust, Royaume-Uni) vers 1500. |

|                                                                                        |
| Étude de la Madone par Léonard de Vinci (Gallerie dell'Accademia de Venise) vers 1501. |

## Description
Les deux œuvres mettent en scène la Vierge Marie assise, tenant contre elle avec sa main gauche l'Enfant Jésus. Il s'agit d'une représentation iconographique d'une Vierge à l'Enfant (ou appelée « Madone », d'où le titre des tableaux). Le thème marial en présence de l'Enfant est fréquent dans les œuvres de Léonard de Vinci. On le retrouve dans les tableaux suivants : La Madone à l'œillet, Madonna Benois, les deux versions de La Vierge aux rochers, La Madone Litta (tableau conçu par Léonard mais terminé par un de ses élèves : Giovanni Antonio Boltraffio ou Marco d'Oggiono), La Vierge, l'Enfant Jésus et sainte Anne, La Madone Dreyfus (attribution contestée), La Madone de Laroque (attribution à l'atelier de Léonard de Vinci).
Dans La Madone aux fuseaux, la Vierge en train de filer fait également allusion à Ève, qui était parfois représentée filant la laine après son expulsion du Paradis, accompagnée de ses fils en bas âge, Caïn et Abel. L'iconographie rappelle donc la chute de l'Homme, ses difficultés et sa Rédemption par le sacrifice du Christ.

Tableau de Saint Jean-Baptiste (Léonard de Vinci).

L'Enfant nu, appuyé sur un rocher, regarde un fuseau de bois en forme de crucifix, qu'il tient à l'aide de ses deux mains. La main droite agrippe une croix proche de la base du bâton tandis que la main gauche est placée plus haut au niveau d'un autre croisillon. L'index de la main gauche pointe le crucifix pour signifier en guise de présage le futur épisode de la Passion du Christ qui conduira à sa Crucifixion. L'image du doigt levé en direction du ciel et d'une croix tenue par les mains sera reprise par Léonard une douzaine d'années plus tard (vers 1513-1516) dans le tableau du saint Jean-Baptiste.
Le regard concentré sur la croix supérieure et l'expression faciale figée de l'Enfant témoignent d'une certaine résignation de sa part, sans manifester une inquiétude particulière face à ce qui arrivera. On désigne cette scène étonnante et assez rare par le terme Portacroce (littéralement « qui porte la croix »), c'est-à-dire un Enfant-Jésus de la Passion qui préfigure les douleurs à venir. Cette idée que l'Enfant avait conscience de ce qui allait lui arriver était répandue au Moyen Âge, confortée par les écrits de saint Thomas d'Aquin : « Au moment de sa conception, la première pensée du Christ fut pour la Croix ».

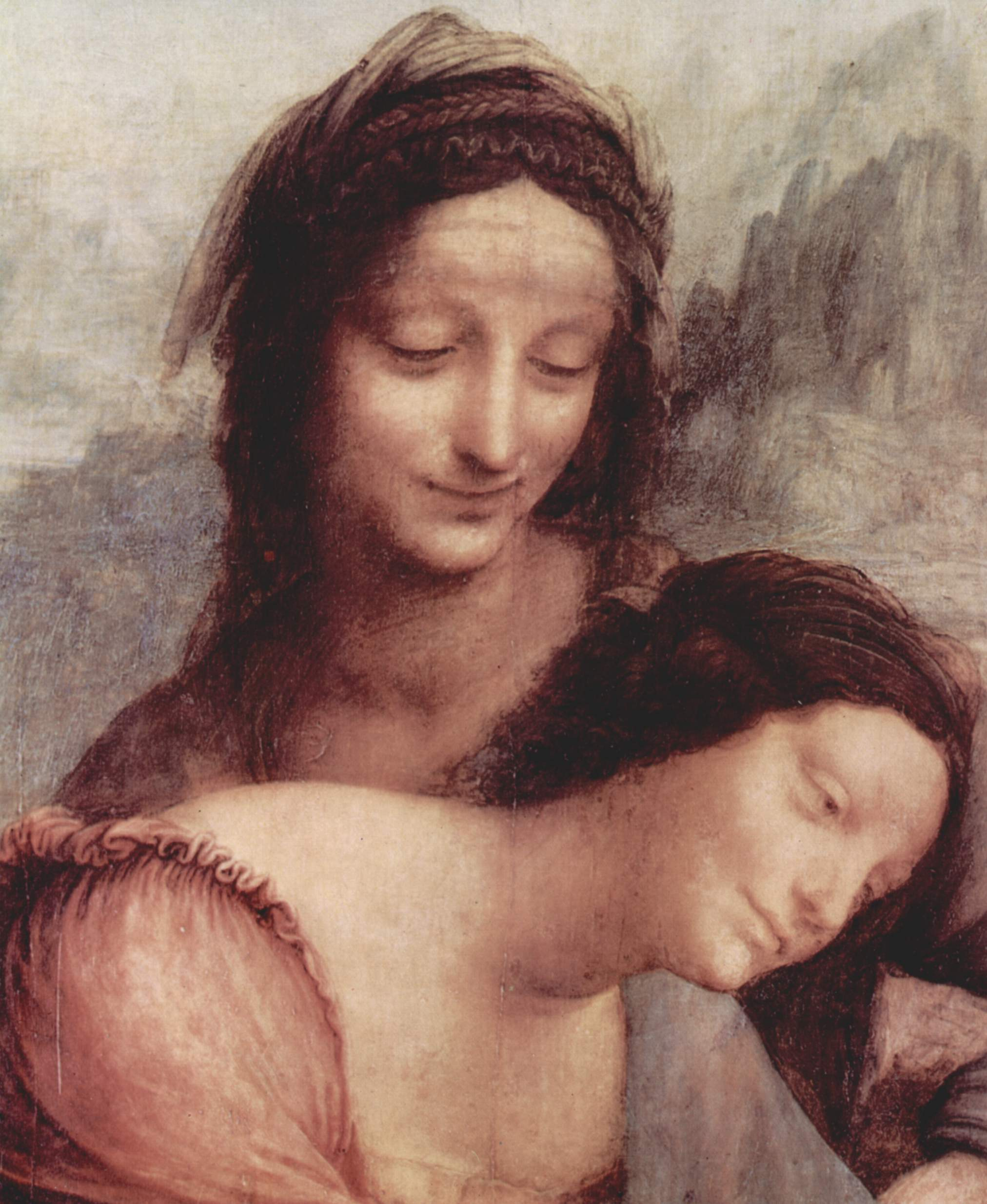
Tableau de La Vierge, l'Enfant Jésus et sainte Anne par Léonard de Vinci (détail).

Le visage de la Vierge s'apparente à celui de sainte Anne dans le tableau peint par Léonard La Vierge, l'Enfant Jésus et sainte Anne dont la réalisation a débuté à la même période (vers 1501-1503). Comme dans la Sainte Anne, la Vierge cherche à retenir l'Enfant pour l’écarter de son destin tragique. Entre les deux tableaux, les coiffes tressées et le voile (mantille) translucide couvrant le front porté par Anne ou Marie sont assez ressemblants. L'émotion des personnages n'est en revanche pas la même : Anne sourit en regardant la scène tandis que la Vierge Marie est triste dans la Madone aux fuseaux.

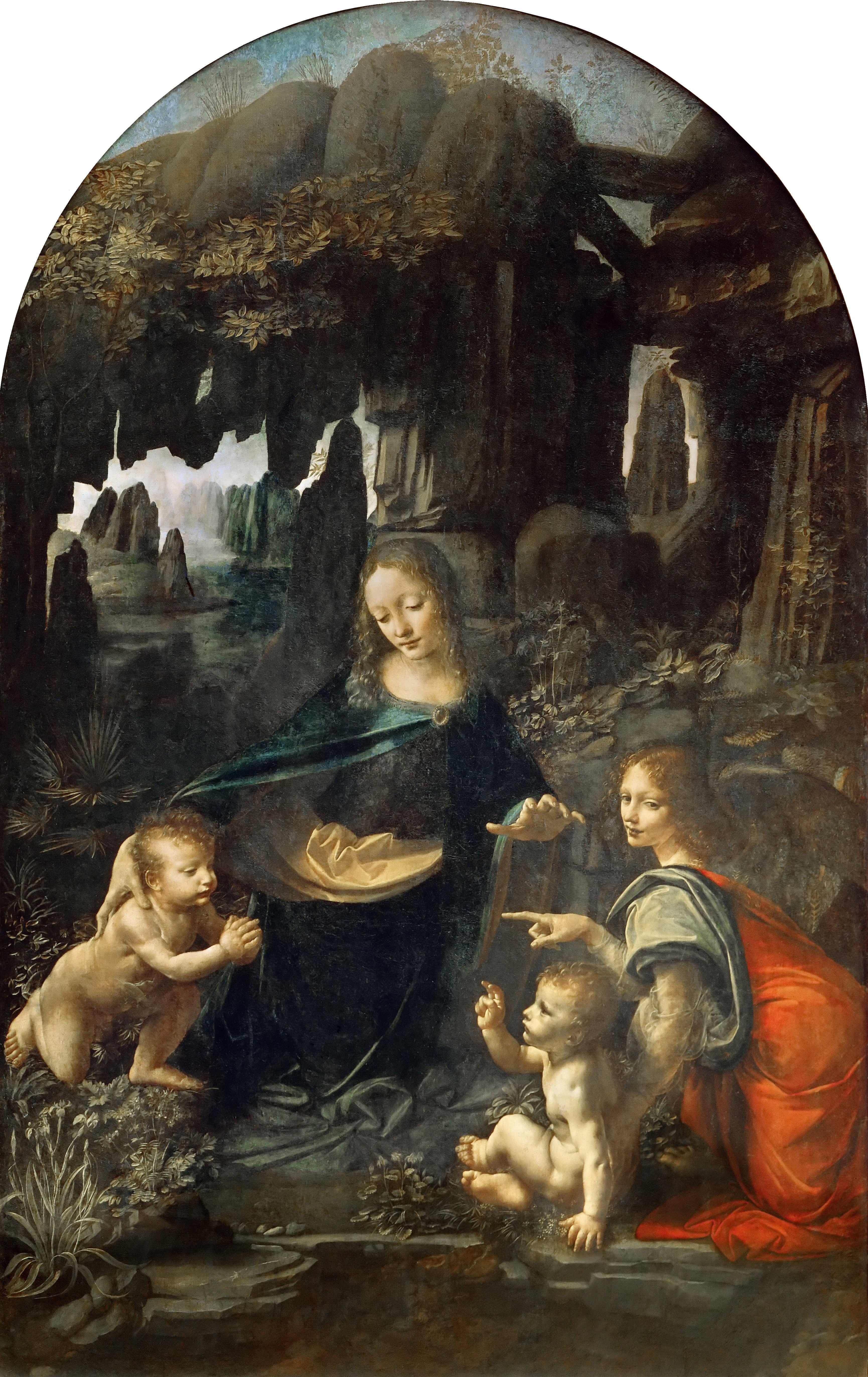
Tableau de La Vierge aux rochers de Léonard de Vinci, version détenue par le musée du Louvre (1483-1486).

La Vierge Marie lève sa main droite ouverte, la paume et les doigts visibles dans un geste de suspension, comme un signe de bénédiction. Léonard avait déjà utilisé ce geste dans les deux tableaux de La Vierge aux rochers réalisées quelques années auparavant ; là, la Vierge lève sa main gauche au-dessus de la tête de l'Enfant Jésus.

## Importance des copies
Les nombreuses copies réalisées par les élèves de Léonard de Vinci, durant sa vie ou les années qui suivent, sont des témoignages de l'évolution du projet du maître. Elles illustrent les hésitations fréquentes chez Léonard, qui retouchait sans cesse ses œuvres pendant de longues années. On retrouve en effet des éléments représentés dans les copies qui font partie des repentirs des deux versions de Léonard, mais qui se voient uniquement dans la sous-couche grâce à la réflectographie infrarouge. Il est fort possible que des élèves reproduisaient certains motifs et des compositions que le maître décida d'abandonner pour les deux tableaux originaux. Un des exemples probants est la présence de saint Joseph en train de fabriquer un trotteur pour l'Enfant visible entre autres dans la copie conservée à Galerie nationale d'Écosse et qui n'a pas été retenue in fine dans les Madones Lansdwone et Buccleuch.
- musée du Louvre (Paris, legs du baron Basile de Schlichting) ;
- musée Soumaya (Mexico) ;
- Christ Church Picture Gallery (en) (université d'Oxford).

- collection privée (Madrid) ;
- Galerie nationale d'Écosse (Édimbourg) ;
- collection privée (auparavant à Chicago).